# نايجل كلوتون
نايجل كلوتون (بالإنجليزية: Nigel Clutton)‏ هو لاعب كرة قدم بريطاني في مركز الهجوم، ولد في 12 فبراير 1954 في تشستر في المملكة المتحدة. لعب مع نادي تشستر سيتي.